# ريبيراو بريتو
ريبيراو بريتو (بالبرتغالية: Ribeirão Preto‏) مدينة برازيلية تقع في ولاية ساو باولو جنوب شرق البرازيل يبلغ عدد سكان المدينة حسب إحصائيات سنة 2015 حوالي 666 ألف نسمة وهي تعتبر ثامن أكبر مدينة في ولاية ساو باولو، تتميز المدينة بطقسها المشمس في أغلب أيام السنة، النشاط الاقتصادي للمدينة متنوع ويشمل عدة أنشطة تجاري زراعي والتكنولوجيا المتطورة، تتميز بطرقها السريعة التي تربطها مع المدن الكبرى في البرازيل ويوجد محطة سكة حديد ومطار دولي، تعتبر المدينة مركز ثقافي هام بالنسبة للبرازيل وتحتوي على المسارح ودور السينما ومعارض للكتب، كذلك تحتوي المدينة على حديقة للحيوانات.

## المناخ
يظهر الجدول التالي التغييرات المناخية على مدار السنة لريبيراو بريتو:
| البيانات المناخية لـريبيراو بريتو | البيانات المناخية لـريبيراو بريتو | البيانات المناخية لـريبيراو بريتو | البيانات المناخية لـريبيراو بريتو | البيانات المناخية لـريبيراو بريتو | البيانات المناخية لـريبيراو بريتو | البيانات المناخية لـريبيراو بريتو | البيانات المناخية لـريبيراو بريتو | البيانات المناخية لـريبيراو بريتو | البيانات المناخية لـريبيراو بريتو | البيانات المناخية لـريبيراو بريتو | البيانات المناخية لـريبيراو بريتو | البيانات المناخية لـريبيراو بريتو | البيانات المناخية لـريبيراو بريتو |
| الشهر                             | يناير                             | فبراير                            | مارس                              | أبريل                             | مايو                              | يونيو                             | يوليو                             | أغسطس                             | سبتمبر                            | أكتوبر                            | نوفمبر                            | ديسمبر                            | المعدل السنوي                     |
| --------------------------------- | --------------------------------- | --------------------------------- | --------------------------------- | --------------------------------- | --------------------------------- | --------------------------------- | --------------------------------- | --------------------------------- | --------------------------------- | --------------------------------- | --------------------------------- | --------------------------------- | --------------------------------- |
| الدرجة القصوى °م (°ف)             | 37.7 (99.9)                       | 40.2 (104.4)                      | 36.7 (98.1)                       | 35 (95)                           | 34.2 (93.6)                       | 33 (91)                           | 34.3 (93.7)                       | 37.7 (99.9)                       | 39.6 (103.3)                      | 43.6 (110.5)                      | 39.6 (103.3)                      | 38.3 (100.9)                      | 43.6 (110.5)                      |
| متوسط درجة الحرارة الكبرى °م (°ف) | 29.2 (84.6)                       | 29.3 (84.7)                       | 29.4 (84.9)                       | 28.4 (83.1)                       | 26.3 (79.3)                       | 25.6 (78.1)                       | 26 (79)                           | 27.6 (81.7)                       | 28.8 (83.8)                       | 29.1 (84.4)                       | 29 (84)                           | 29.3 (84.7)                       | 29.4 (84.9)                       |
| المتوسط اليومي °م (°ف)            | 23.9 (75.0)                       | 23.9 (75.0)                       | 23.5 (74.3)                       | 22.2 (72.0)                       | 20.1 (68.2)                       | 18.6 (65.5)                       | 18.4 (65.1)                       | 20.4 (68.7)                       | 22 (72)                           | 23 (73)                           | 23.3 (73.9)                       | 23.5 (74.3)                       | 21.9 (71.4)                       |
| متوسط درجة الحرارة الصغرى °م (°ف) | 18.6 (65.5)                       | 18.5 (65.3)                       | 17.7 (63.9)                       | 16 (61)                           | 13.9 (57.0)                       | 11.6 (52.9)                       | 10.8 (51.4)                       | 13.2 (55.8)                       | 15.2 (59.4)                       | 16.9 (62.4)                       | 17.7 (63.9)                       | 17.8 (64.0)                       | 10.8 (51.4)                       |
| أدنى درجة حرارة °م (°ف)           | 14 (57)                           | 12.5 (54.5)                       | 10.3 (50.5)                       | 9.6 (49.3)                        | 3.5 (38.3)                        | 1.4 (34.5)                        | 2 (36)                            | 0.4 (32.7)                        | 6.6 (43.9)                        | 11.4 (52.5)                       | 10.2 (50.4)                       | 12.8 (55.0)                       | 0.4 (32.7)                        |
| الهطول مم (إنش)                   | 257 (10.1)                        | 216 (8.5)                         | 158 (6.2)                         | 78 (3.1)                          | 48 (1.9)                          | 44 (1.7)                          | 26 (1.0)                          | 27 (1.1)                          | 56 (2.2)                          | 137 (5.4)                         | 189 (7.4)                         | 272 (10.7)                        | 1٬508 (59.4)                      |
| المصدر:                           |                                   |                                   |                                   |                                   |                                   |                                   |                                   |                                   |                                   |                                   |                                   |                                   |                                   |

## توأمة
لريبيراو بريتو اتفاقيات توأمة مع كل من:
- سان ليندرو
- بوكارامانغا
- ريبا تياتينا
- تيرامو

## أعلام
- راي
- لياندرو ليزا أزيفيدو
- أرجيميرو بينهيرو دا سيلفا
- إيمرسون لياو
- لوكاس سيفيرينو
- دييغو ريباس
- سيرجيو هنريكي فيريرا